# Jindřichovice (starý zámek)
Starý zámek v Jindřichovicích na Klatovsku je původně gotická tvrz, přestavěná na venkovské zámecké sídlo. Nachází se v těsné blízkosti nového zámku v Jindřichovicích, části obce Kolinec, s nímž tvoří jeden areál. Celý zámecký areál je v soukromém vlastnictví a slouží jako ubytovací zařízení.

## Historie

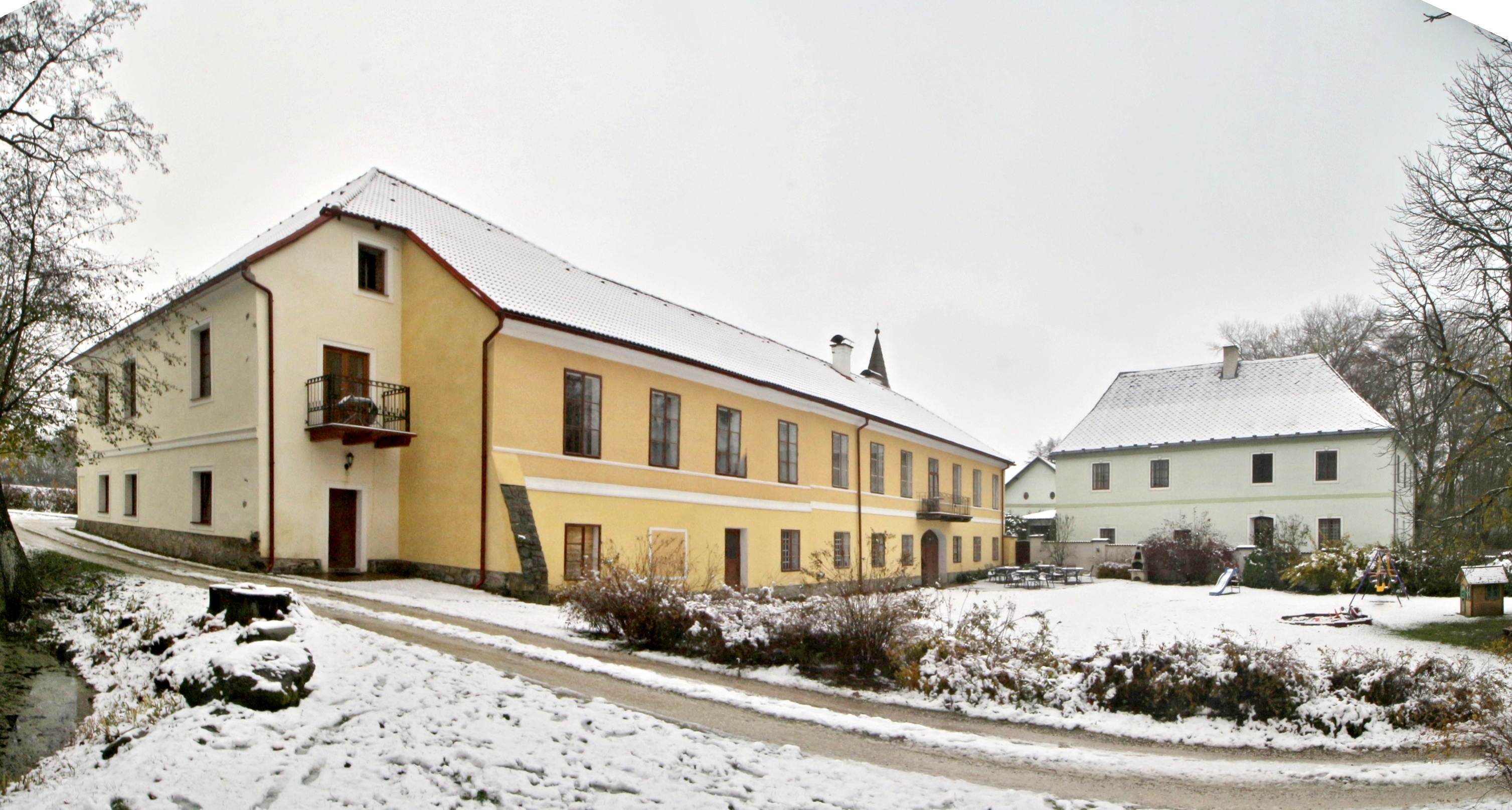
Starý a nový zámek.

První písemná zmínka o majiteli jindřichovického panství pochází z roku 1381. Byl jím jistý Drha řečený Černobýl, či též Dobrohost, který zde toho roku zemřel. Část panství ve 14. století patřilo jistému zemanu Přibíkovi († 1382). Narodil se zde také Oldřich z Jindřichovic, jehož Oldřich I. z Rožmberka věznil na Novém Hradě a poté propustil.
V letech 1397–1418 je jako majitel uváděn Drslav z Jindřichovic, snad syn Oldřicha, který byl purkrabím na nedalekém hradě Velhartice. Již v té době zde byla kromě statku také nejspíše gotická palácová tvrz (možná i s věží), která posloužila jako organický základ novější přestavby, patrný dodnes, její původní podoba však není známa. Dalšími majiteli byli Jan Jalovic z Jindřichovic a jeho žena Lidmila (sňatek 1411), majitelka Újezda, dále Petr z Jindřichovic, řečený z Velhartic, roku 1455 zde žila šedesátiletá panna Kateřina, či Jan z Jindřichovic, roku 1450 majitel Hradce. Poté bylo panství na nějaký čas rozdělené. Od poloviny 15. století byl majitelem části panství i s tvrzí Stach z Běšin, po něm první královský písař Mikuláš z Ledče. Panství opět spojil v roce 1479 až na další majitel, Vintíř z Vlčkovic, který jej následně roku 1516 rozdělil mezi své čtyři syny. Poté je statek jak jako majitel uváděn Jan Hroznata. Ten byl jako účastník stavovského povstání proti císaři z let 1618–1620 odsouzen k přijetí manství. Vymanění statku dosáhli jeho synové roku 1650.
Mezi dalšími majiteli byla také Uršula z Krčína, která se vdala za Sezimu Prostibořského z Vrtby. Jeho rod přestavil tvrz na zámeček v renesančním stylu a sídlí zde do roku 1689. V té době se statek dostal do dluhů a téhož roku byl prodán Jiřímu Vojtěchovi Janovskému z Janovic pánu na Oselcích a po výstavbě nového jindřichovického zámku v 18. století v těsném sousedství tvrze byl význam starého zámku však odsunut do pozadí.
Současnou podobu získal objekt starého zámku při přestavbě v 19. století.